# Nouakchott
Nouakchott (arabsko نواكشوط‎ ali انواكشوط‎) je glavno mesto afriške države Mavretanije, ki se nahaja približno na sredi mavretanske obale Atlantskega oceana. Z nekaj več kot 700.000 prebivalci (po oceni iz leta 2009) je daleč največje naselje v državi in eno največjih v Sahari.
Mesto stoji na peščeni ravnici nekaj kilometrov od obale, ob glavni cesti med južnim in severnim delom države. Njegovo središče je trg Place de l’Indépendence (Trg neodvisnosti), v bližini so letališče, pristanišče in industrijska cona. Še konec 1950. let je bil Nouakchott majhna in nepomembna ribiška vasica na puščavski poti iz Dakarja. Po osamosvojitvi Mavretanije izpod francoske oblasti je postalo prestolnica nove države in se pričelo hitro širiti, tudi kot eno glavnih begunskih središč med sušnim obdobjem v 1970. letih. Med največjimi težavami, s katerimi se danes sooča mesto (podobno kot preostanek države), sta vračanje peščenih sipin na pozidana območja in pomanjkanje pitne vode, ki jo pridobivajo predvsem iz neobnovljivega podzemeljskega rezervoarja.